# William Tyndale
William Tyndale (North Nibley, prop de Gloucester, Anglaterra, 1484 - Vilvoorde, a prop de Brussel·les, 6 de setembre 1536) era capellà i científic i va traduir la Bíblia a una forma bàsica de la llengua anglesa moderna. Ja n'existien traduccions anteriors, però a causa de la invenció de la impremta mecànica, la seva va ser la primera amb una àmplia distribució.

## Vida
La datació del seu naixement és insegura, ja que hi ha dates entre 1484 i 1496. Probablement va néixer a North Nibley, a 15 milles de Gloucester, a Anglaterra. Va rebre educació universitària a la Universitat d'Oxford, Magdalen Hall i a la Universitat de Cambridge. Al voltant de l'any 1520, va començar a treballar de mestre privat per la família de sir John Walsh, a Little Sodbury, al comtat de Gloucester.
Tyndale estudiava la Bíblia i acceptava les opinions de la Reforma Protestant; aquests ensenyaments eren considerats heretgia segons les doctrines de l'Església catòlica. Per això, hi sorgia un conflicte. Tyndale va abandonar la ciutat de Londres al voltant de l'any 1523. Amb el suport de sir Humphrey Monmouth, un mercader important de Londres, i altres ciutadans interessats en la traducció de la Bíblia, Tyndale començava a Alemanya, probablement a Wittenberg, la traducció de la Bíblia a la llengua anglesa. Aquesta traducció no era autoritzada per l'Església; contenia comentaris que reflectien opinions de la Reforma. Així, Tyndale no pogué treballar més a Anglaterra. Com a perseguit per heretgia, va romandre a Alemanya.
A la primavera de l'any 1524, Tyndale arribava –venint d'Hamburg– a la Universitat de Wittenberg, on el van matricular amb el pseudònim de "Guillelmus Daltici ex Anglia". A Wittenberg, Tyndale treballava en la seva traducció de la Bíblia fins a l'any 1525, quan va tenir el manuscrit llest per a ser imprès. Aquest manuscrit, el va portar a Colònia a la impremta Quentel, on havien de ser impresos 3.000 exemplars. Però el 1526, el projecte va ser descobert i revelat per Johannes Cochläus, un antagonista de Luther; Tyndale i el seu col·laborador pogueren escapar cap a Worms. A Colònia, s'havia començat a imprimir el Nou Testament a l'estiu de 1525; a Worms, van començar de nou, i el 1526 va sortir una edició de 6.000 exemplars a la impremta Schoeffer.
El govern anglès va prohibir la traducció de Tyndale i va cremar els seus llibres. Només es van salvar dos exemplars de l'edició de Worms. Representants del rei Enric VIII d'Anglaterra i l'Església anglicana, que estava a punt del cisma amb l'Església catòlica però encara defensava les seves doctrines en aquest assumpte, treballaven per aconseguir la seva condemna a mort a la foguera. Tyndale va ser traït. El 6 de setembre de 1536 a Vilvoorde (a uns 10 km de Brussel·les) va ser estrangulat i cremat.

## Llegat
Amb la traducció de la Bíblia, va introduir paraules noves en la llengua anglesa: Jehova, Passah (com a denominació d'una festa jueva), scapegoat, atonement (= at + one + ment, 'boc expiatori', 'expiació'), "the powers that be" ('poders fàctics'), "my brother's keeper" ('el guardià del meu germà'), "the salt of the earth" ('la sal de la Terra'), "a law unto themselves" ('llei per a si mateixos')...
Mentre que la King-James-Bible, més endavant, seria de més importància per al protestantisme anglosaxó, la traducció de Tyndale forma una part important de la memòria col·lectiva anglòfona per dues raons: per una banda, la seva versió era la que coneixia i citava William Shakespeare; per l'altra, la seva traducció del Llibre dels salms ha estat la base de les traduccions dels salms en els diferents Books of Common Prayer ('llibres de pregàries') anglicans, que per segles han estat i encara continuen sent fets servir avui en la litúrgia.

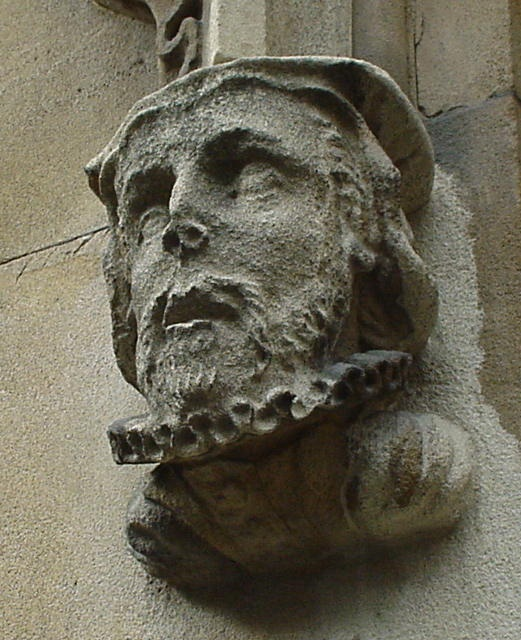
Bust de William Tyndale a l'església de St. Dunstan-in-the-West de Londres
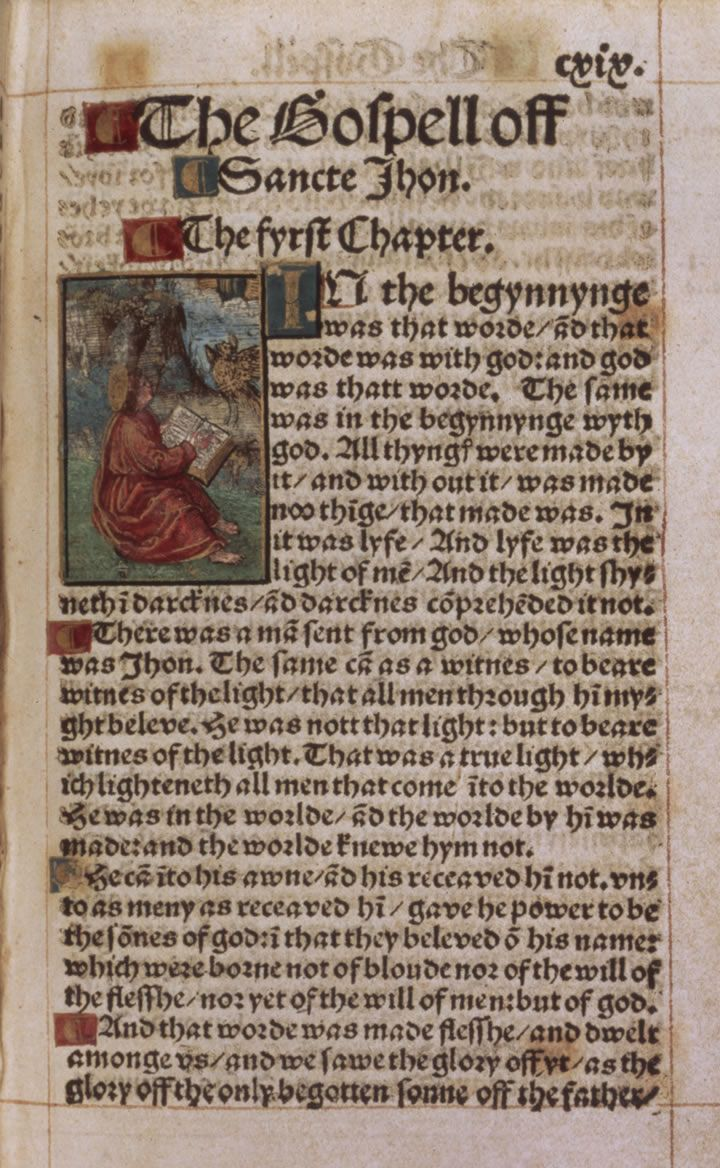
Començament de l'Evangeli de Joan en l'edició de 1525 de la Bíblia de Tyndale
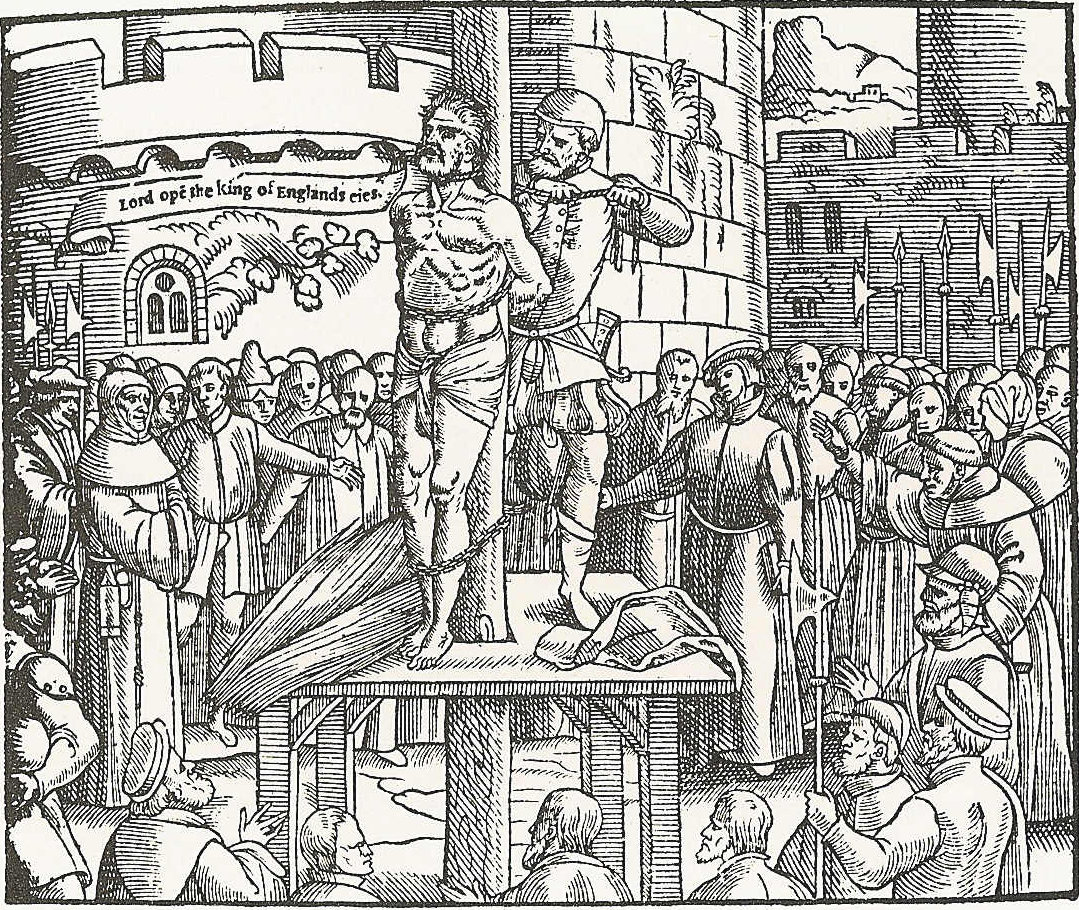
Mort de William Tyndale, gravat del Book of martyrs de John Foxe (1563)
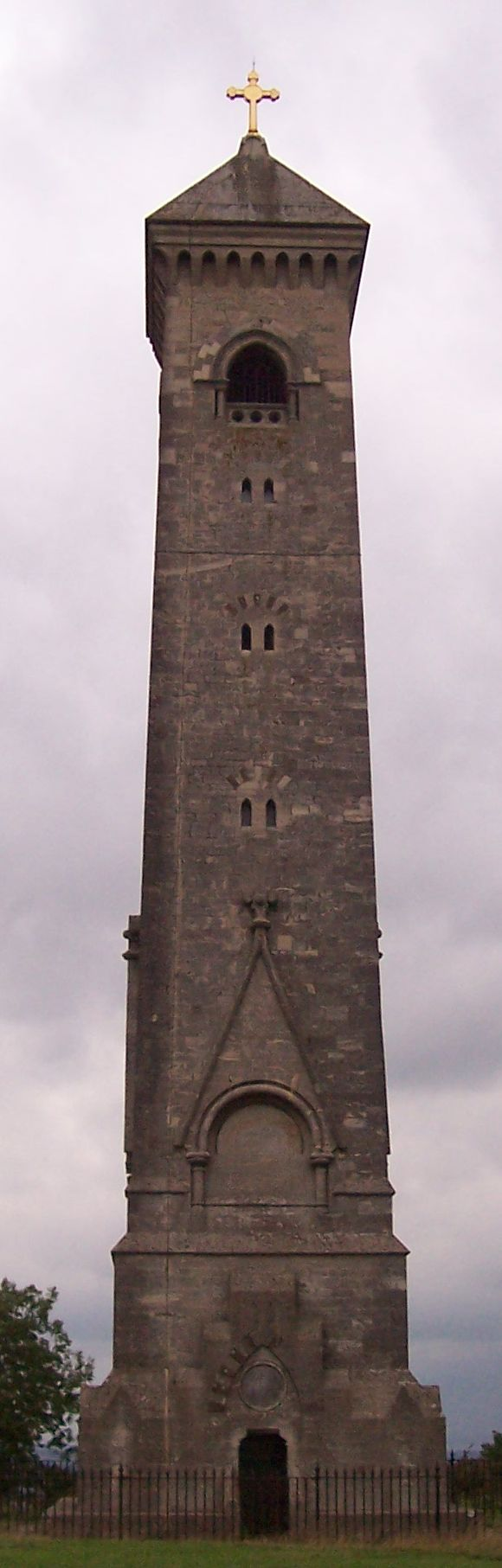
Monument a Tyndale, erigit al s. XIX al seu poble nadiu

## Veneració
La mort de Tyndale es commemora el 6 d'octubre en alguns calendaris litúrgics, com en els de la Comunió anglicana i l'Església d'Anglaterra. També se l'honora al Calendari de sants de l'Església evangèlica luterana d'Amèrica, com a traductor i màrtir.